# Здібності
Зді́бності — це здатність чи компетентність людини виконувати певний вид роботи на певному якісному рівні. Видатні здібності можна вважати «талантом». Здібності не зводяться до знань, умінь і навичок, що є у людини, але вони забезпечують їх швидке надбання, фіксацію й ефективне практичне використання.
Задатки — це потенційні можливості, що виявляються в діяльності, яка не може існувати без них.
Кожна здібність становить складну синтетичну якість людини, в якій поєднуються окремі психічні властивості: чутливість, спостережливість, особливості пам'яті, уяви, мислення і т. д.

## Види
- Загальні (впливають на успішність людини в різних видах діяльності. До них, наприклад, відносяться розумові здібності, тонкість та точність ручних рухів, розвинена пам'ять, досконала мова тощо);

- Спеціальні (визначають успішність людини в специфічних видах діяльності, для яких потрібні особливі задатки і їх розвиток. Це математичні, лінгвістичні, літературні, художні, спортивні здібності. Наприклад, серед важливих складових літературних здібностей можна назвати: багатство, глибину, яскравість уяви, пам'яті, фантазії, образного мислення; багатий словниковий запас тощо);

- Теоретичні (визначають успішність людини в абстрактно-теоретичних міркуваннях);

- Практичні (виявляються у конкретних, практичних діях);

- Навчальні (визначають успішність людини в навчанні та вихованні, засвоєнні нею знань, вмінь, навичок, формуванні якостей особистості.);

- Творчі (визначають можливість відкриттів і винаходів, створення нових предметів матеріальної і духовної культури).

Навчальні і творчі здібності відрізняються один від одного тим, що перші визначають успішність навчання і виховання, засвоєння людиною знань, умінь, навичок, формування якостей особистості, в той час як друга — створення предметів матеріальної і духовної культури, виробництво нових ідей, відкриттів і творів, словом — індивідуальне творчість у різних галузях людської діяльності.
Природа загальних здібностей (інтелект, креативність і пошукова активність) визначається особливою організацією пізнавальних функцій та індивідуального досвіду (включаючи знання, вміння та навички). Спільними ці здібності називають тому, що вони необхідні для виконання всіх видів діяльності, незалежно від ступеня їх складності. При цьому в інтелекті спостерігаються відрізняються один від одного варіанти (див. Роботи М. А. Холодної).
Природа спеціальних здібностей. Вивчаючи конкретно — психологічну характеристику здібностей, можна також виділити більш загальні якості, які відповідають вимогам не однієї, а багатьох видів діяльності, і спеціальні якості, що відповідають вужчому колу вимог даної діяльності. У структурі здібностей деяких індивідів ці загальні якості можуть бути винятково яскраво виражені, що говорить про наявність у людей різнобічних здібностей, про загальні здібності до широкого спектра різних діяльностей, спеціальностей і занять. З іншого боку, для кожного окремого виду діяльності можна виділити таку загальну основу, яка буде об'єднувати окремі приватні вміння в цілісну систему, і без якої ця здатність не відбудеться взагалі. Конкретні приклади: Для математика недостатньо мати хорошу пам'ять і увагу. Людей, здатних до математики, відрізняє вміння вловити порядок, в якому мають бути розташовані елементи, необхідні для математичного докази. Наявність інтуїції такого роду — є основний елемент математичної творчості, і вона спирається не тільки на знання і досвід, але на просторову уяву, як головна умова математичного мислення (при цьому мається на увазі не тільки геометрія і стереометрія, але вся математика в цілому). Для спортсмена такий спільною основою є воля до перемоги, прагнення будь-що-будь бути першим. Для художника (в будь-якій області мистецтва) — це естетичне ставлення до світу. Музикальні здібності в існуючий загальної психологічної класифікації відносяться до спеціальних, тобто таким, які необхідні для успішних занять і визначаються самою природою музики як такої. В їх основі, як в основі здібностей до будь-якого виду мистецтва, лежить естетичне ставлення до світу, здатність естетично сприймати дійсність, але у випадку музики це буде звукова, або аудіальна дійсність, або здатність трансформувати естетичне переживання реальності у звукову реальність (завдяки синестезії). Технологічну складову музикальних здібностей можна розділити на дві групи:
1. власне технічні (техніка гри на даному музичному інструменті або управління голосом у співі);
2. композиційні (для написання музики);
3. контролюючі, слухові (музикальний слух — звуковисотний, тембральний або інтонаційний та ін.).

В екстремальних умовах, коли виникає необхідність вирішити надзавдання, у людини завдяки стресової реакції можуть відновитися, або різко підсилитися ті чи інші здібності.
Прийнято виділяти рівні розвитку здібностей, які іноді помилково приймають за стадії:
1. Задатки
2. Здібності
3. Талант
4. Геніальність

Окремо слід розглянути поняття Обдарованість . Походження цього терміна спирається на уявлення про «дар» — високих задатках, якими природа нагороджує тих чи інших людей. Задатки спираються на спадковість або на особливості внутрішньоутробного розвитку. Тому обдарованість слід було б розуміти як показник високого рівня здібностей, що спираються на природну схильність. Однак Н. С. Лейтес зазначає, що в реальності буває важко відстежити, чи є здібності більшою мірою результатом цілеспрямованого виховання (саморозвитку) або ж вони переважно — втілення задатків. Тому в науці більшою мірою встановилося таке розуміння цього терміна, яке свідчить просто про більш високий, ніж у більшості людей, рівні розвитку якихось здібностей, особливо якщо мова йде про дітей. А власне рівні цієї обдарованості — талант і геніальність. Про різницю таланту і геніальності дуже вдало і образно розповіли співавтори І. Акімов і В. Клименко. Вони докладно розглянули ці варіанти обдарованості, підкреслюючи, що між талантом і генієм не кількісна, а якісна різниця. У них різне відчування світу. Продукт діяльності таланту — оригінальність; продукт діяльності генія — простота. Однак І. Акімов і В. Клименко вважають, що геній з'являється не раптово; він народжується з таланту; народжується як результат багаторічної роботи таланту над якістю. За іншою точкою зору, талант і геніальність не є стадіями, це досить різні психологічні якості, і якщо талановита людина може використовувати свій талант, а може і не використовувати, то геніальна людина фактично є заручником своєї геніальності, він не може не працювати в тому напрямку, в якому обдарований, для нього покаранням є позбавлення його можливості творити. Не випадково обдарованість називають «девіацією», хоч і позитивною.
Традиційно прийнято виділяти також рівні розвитку здібностей:
- репродуктивний
- реконструктивний
- творчий

Однак практика (результати емпіричних досліджень) показує, що творчі здібності та репродуктивні здібності мають досить різну природу, тому розвиваються незалежно один від одного, в кожній з них можна виявити самостійні рівні розвитку.

## Визначення
Розглянуте на початку статті визначення здібностей є загальновизнаним. Дане визначення здібностей можна уточнити і розширити в частині «Здібності не зводяться до наявних в індивіда знань, умінь, навичок». Ці ознаки (ЗУН), безсумнівно, характеризують здібності, але не визначають їх повною мірою. Що перетворює знання, вміння та навички у здатності? Н. А. Рейнвальд вважає, що здібності є, по суті, продовженням розвитку рис характеру і відносяться до вищих рівнів організації особистості, яка і виступає умовою успішності, ставлячи знання, вміння та навички на службу діяльності.
Є необхідність відокремити здібності також від психічних процесів (функцій). Наприклад, очевидно, що пам'ять виражена у різних людей в різній мірі, пам'ять необхідна для успішного виконання деяких видів діяльності, але пам'ять не вважається здатністю сама по собі. Для розрізнення психічної функції і здатності найбільш доречна така точка зору: якщо йдеться про рівень розвитку, про успішність діяльності, яка забезпечена ступенем вираженості даної якості (інтенсивності та адекватності протікання психічного процесу), то мається на увазі здатність, а якщо описується тільки специфіка протікання та призначення, то так зазвичай характеризуються процеси (функції). Тому пам'ять, увага, мислення, уява — це психічні процеси. А їх особлива організація (когнітивні стилі, когнітивні схеми), специфіка (орієнтованість на вид діяльності) і мобілізація сил (роль особистості) для виконання певної діяльності, які разом забезпечують досягнення необхідного результату ціною мінімальних витрат, сприймаються нами в підсумку як здатність (інтелект) .
Інакше будуються смислові відносини понять «темперамент» і «здібності». Люди розрізняються за типом темпераменту, при цьому вираженість того чи іншого темпераменту може сприяти або перешкоджати виконанню певної діяльності (наприклад, холерику важко буде займатися діяльністю, для якої потрібно посидючість), темперамент не є знанням, умінням або навичкою. Очевидно, що темперамент — не здатність сам по собі, але виступає як психофізіологічної основи більшості здібностей, як спеціальних, так і загальних, тобто, темперамент входить в структуру задатків. При цьому відомо також, що сила, як характеристика темпераменту, є важливою умовою для виконання більшості видів діяльності.

## Задатки
Задатки — первинні генетично зумовлені анатомо-фізіологічні та психічні властивості особистості, які є основою для розвитку здібностей.
Це, головним чином, вроджені анатомічні та фізіологічні особливості будови тіла, рухового апарату, органів чуття, нейродинамічні властивості мозку, особливості функціональної асиметрії великих півкуль та ін. Саме своєрідність індивідуальних характеристик виступає як природні задатки. 
Задатки не гарантують розвитку здібностей. Вони можуть перетворитися і не перетворитися на здібності, залежно від виховання і діяльності людини. За відсутності належного виховання та діяльності навіть великі задатки не стануть здібностями, а при відповідному вихованні та діяльності навіть з невеликих задатків можуть розвинутися здатності досить високого рівня.
Б. М. Теплов вказує на деякі умови формування здібностей. Самі по собі здібності не можуть бути вродженими. Вродженими можуть бути лише задатки . Задатки Теплов розумів, як деякі анатомо-фізіологічні особливості. Задатки лежать в основі розвитку здібностей, а здібності є результатом розвитку. Якщо здатність сама по собі не вроджена, отже, вона формується в постнатальному онтогенезі (важливо звернути увагу на те, що Теплов поділяє терміни «вроджений» і «спадковий»; «вроджений» — виявляється з моменту народження й формується під впливом як спадкових, так і середовищних факторів, " спадковий "- що формується під впливом чинників спадковості і виявляється як відразу після народження, так і в будь-який інший час життя людини). Здібності формуються в діяльності. Теплов пише, що «… здатність не може виникнути поза відповідною конкретної предметної діяльності». Таким чином, до здатності відноситься те, що виникає у відповідній їй діяльності. Воно ж впливає на успішність виконання даної діяльності. Здатність починає існувати тільки разом з діяльністю. Вона не може з'явитися до того, як почалося здійснення відповідної їй діяльності. Причому, здібності не тільки виявляються в діяльності. Вони в ній створюються.

## Індивідуальні відмінності
У кожної людини різні «набори» здібностей. Індивідуально-своєрідне поєднання здібностей формується протягом усього життя і визначає своєрідність особистості. Успішність діяльності забезпечується також наявністю того чи іншого поєднання здібностей, що працює на результат. У діяльності одні здібності можуть замінюватися іншими — схожими за проявами, але відрізняються за своїм походженням. Успішність однієї і тієї ж діяльності може забезпечуватися різними здібностями, тому відсутність однієї здібності може бути скомпенсовано наявністю інший або навіть цілого комплексу. Тому індивідуальна своєрідність комплексу окремих здібностей, що забезпечують успішне виконання діяльності, прийнято називати «індивідуальний стиль діяльності». У сучасній психології частіше стали говорити про компетенціях, як інтегративних якостях (здібностях), які спрямовані на досягнення результату. Можна сказати, що компетенції — це здібності очима роботодавців. Фактично, роботодавця не хвилює, який внутрішній склад здібностей, що забезпечують виконання поставленого завдання, для них важливий сам факт її реалізації. Тому компетенції навіть називаються по завданню: «здатність виконати таку-то задачу». А вже за рахунок яких внутрішніх ресурсів вона буде виконана — це проблема здобувача (або психолога, який вивчає діяльність).

## Схильності
Ще один термін, що вживається Тепловим — схильності. Схильності являють собою певні відносини людини до діяльності. «… Здібності не існують поза певних відносин людини до дійсності, так само як і відносини реалізуються не інакше як через певні схильності». Наведена цитата свідчить про те, що схильності і здібності тісно взаємопов'язані. Схильності являють собою мотиваційний компонент діяльності. Тому, без наявності схильності певна діяльність може і не розпочатися, і здатність, відповідно не сформується. З іншого боку, якщо не буде успішної діяльності, схильності людини не будуть опредмечені.

## Обдарованість
Обдарованість — це комплексне явище. Воно пов'язане з виконанням людиною певної діяльності, тобто обдарованість складається з різних здібностей. Обдарованість — це «якісно-своєрідне поєднання здібностей, від якого залежить можливість досягнення більшого чи меншого успіху у виконанні тієї чи іншої діяльності». Обдарованість забезпечує не успіх в будь-якій діяльності, а тільки можливість досягнення цього успіху.

## Співвідношення здібностей і потреб
Здібності і потреби становлять собою комплексне, континуально організоване утворення. В рамках цього утворення суворої, однозначної взаємозумовленості здібностей і потреб не існує; їх реальне співвідношення є багато-багатозначним. «Часто буває так, що якась здатність індивіда виявляється застосовної для задоволення кількох потреб, причому не тільки схожих між собою, але й істотно відрізняються один від одного. Точно так само задоволення певної потреби людської істоти може відбуватися за допомогою актуалізації більш-менш широкого кола в якій-небудь мірі відповідних їй здібностей». Рівні розвитку здібностей і потреб індивіда можуть істотно різнитися. У зв'язку з цим окремі складові комплексу здібностей і потреб бувають або недостатніми, або надлишковими (а тому — обмеженими у своїй реалізації) по відношенню один до одного. Дана обставина визначає необхідність у частковому заповненні або повній заміні одних — недостатньо розвинених — складових комплексу здібностей і потреб іншими, тобто в їх компенсації. У кожному разі складовим цього комплексу притаманні конкретні якісні та кількісні характеристики, виявлення яких виступає важливою умовою для того, щоб судити про можливість протікання і про чільних параметрах процесів обмеження і компенсації здібностей і потреб.

## Закон обмеження і компенсації здібностей і потреб
Обмеження та компенсація здібностей і потреб відбувається відповідно до закону, який формулюється так: «Компенсація обмежених здібностей або потреб іншими можлива тільки при збігу їх якісних і розходження кількісних характеристик». Цей закон може бути представлений і в іншому варіанті: «обмежуватися і компенсуватися можуть тільки ті здібності і потреби, якісні характеристики яких збігаються, а кількісні — розходяться». З даного закону виникають чотири слідства: "Слідство 1. Надмірність по відношенню один до одного співпадаючих за якістю здібностей або потреб обмежує можливість їх актуалізації. Слідство 2. Недостатність по відношенню один до одного співпадаючих за якістю здібностей або потреб визначає можливість їх часткової компенсації. Слідство 3. Надмірність здібностей і недостатність співпадаючих з ними за якістю потреб компенсується за рахунок актуалізації якісно інших потреб. Слідство 4. Недостатність здібностей і надмірність співпадаючих з ними за якістю потреб компенсується за рахунок актуалізації якісно інших здібностей ".